# D.E.V.O.L.U.T.I.O.N.
Albums de Destruction
Thrash Anthems
(2007) Day of Reckoning
(2011)
D.E.V.O.L.U.T.I.O.N. est le dixième album studio du groupe de thrash metal allemand Destruction. L'album est sorti le 29 août 2008 sous le label AFM Records.
Pour cet album, Destruction a fait appel à trois guitaristes de session, tous appartenant à la scène thrash metal. Dans ces musiciens, il y a Gary Holt du groupe Exodus, Jeff Waters du groupe Annihilator et enfin, Vinnie Moore du groupe UFO.
En prenant la première lettre de chaque titre de l'album, on obtient D.E.V.O.L.U.T.I.O.N., le titre de l'album.

## Musiciens
- Marcel « Schmier » Schirmer - Chant, Basse
- Mike Sifringer - Guitare
- Marc Reign - Batterie

### Musiciens de session
- Gary Holt (du groupe Exodus) - Guitare
- Jeff Waters (du groupe Annihilator) - Guitare
- Vinnie Moore (du groupe UFO) - Guitare

## Liste des morceaux
1. Devolution - 5:29
2. Elevator to Hell - 5:38
3. Vicious Circle - The Seven Deadly Sins - 4:42
4. Offenders of the Throne - 4:16
5. Last Desperate Scream - 3:59
6. Urge (The Greed of Gain) - 4:42
7. The Violation of Morality - 4:36
8. Inner Indulgence - 4:46
9. Odyssey of Frustration - 5:29
10. No One Shall Survive - 4:26